# Gianmaria Bruni
Pour les articles homonymes, voir Bruni.
Gianmaria Bruni, dit Gimmi Bruni, né le 30 mai 1981 à Rome, est un pilote de sport automobile Italien. Il a piloté pour l'écurie Minardi en Formule 1 en 2004 puis en GP2 Series, l'antichambre de la F1.

## Biographie
À l'âge de 10 ans, Bruni ment sur son âge (12 ans étant l'âge minimal pour la compétition) au directeur de La Pista d'Oro, un circuit de kart à Rome, pour commencer une carrière amateur en karting.
Il réalise sa première expérience en monoplace dans la Formule Renault Campus italienne en 1997. Il gagna le titre en  1998 puis partit en Formule Renault 2.0 européenne. Il gagne le titre européen en 1999. Il accède ensuite à la  Formule 3 britannique où il finit cinquième en 2000 et quatrième en 2001. En 2002 il remporte les 6 Heures de Vallelunga. Après avoir courut dans plusieurs autres séries similaires en Europe, il attire l'attention de Minardi, pour lequel il fait un test en 2003. Le plus grand défi de sa carrière sera alors de trouver assez de partenaires pour piloter chez Minardi en 2004.
Bruni rejoint Minardi pour le Championnat du monde de Formule 1 2004 mais il doit courir avec une voiture en manque considérable de développement en comparaison du reste de la grille. S'il domine à la régulière son coéquipier le Hongrois Zsolt Baumgartner en qualifications, Gimmi accumule les abandons en course souvent à cause de problèmes mécaniques. Il est un des cinq pilotes à ne marquer aucun point au championnat tandis que son coéquipier accroche le point de la huitième place lors du chaotique Grand Prix des États-Unis.
En 2005, Bruni participe aux GP2 Series, une compétition qui passe pour être l'antichambre de la F1. Il gagne sa première course en GP2 à Barcelone le 7 mai. Bruni quitta l'équipe Coloni en septembre, juste avant la course de Monza.  Il rejoignit alors l'équipe Durango et Bruni prit la pole position lors de la course suivante à Spa-Francorchamps en Belgique.
Bruni integra l'écurie Trident Racing pour la saison 2006. Il remporta une victoire à Imola puis une autre à Hockenheim. Cependant, en 2007, il décide de quitter le monde des monoplaces et intègre la catégorie GT2 des American Le Mans Series (ALMS) aux côtés du Français Éric Hélary avec lequel il pilote une Ferrari 430 GT de l'écurie Risi Competizione. En 2010, tout en participant au championnat ALMS, il court aussi en Le Mans Series au volant d'une Ferrari F430 GTC de l'écurie AF Corse.

## Résultats en championnat du monde de Formule 1
| Saison | Ecurie           | Châssis | Moteur       | Pneus       | GP disputés | Points inscrits | Classement |
| ------ | ---------------- | ------- | ------------ | ----------- | ----------- | --------------- | ---------- |
| 2004   | Minardi Cosworth | PS04B   | Cosworth V10 | Bridgestone | 18          | 0               | 25e        |

| Année | Écurie                    | Châssis       | Moteur                 | 1       | 2      | 3      | 4       | 5       | 6       | 7      | 8       | 9       | 10     | 11     | 12     | 13     | 14      | 15      | 16      | 17     | 18     | Classement | Points |
| ----- | ------------------------- | ------------- | ---------------------- | ------- | ------ | ------ | ------- | ------- | ------- | ------ | ------- | ------- | ------ | ------ | ------ | ------ | ------- | ------- | ------- | ------ | ------ | ---------- | ------ |
| 2003  | European Minardi Cosworth | Minardi PS03  | Cosworth CR-3 3.0 V10  | AUS     | MAL    | BRA    | SMR     | ESP     | AUT     | MON    | CAN     | EUR     | FRA    | GBR    | GER TD | HON TD | ITA TD  | USA TD  | JPN TD  |        |        | –          | –      |
| 2004  | Minardi Cosworth          | Minardi PS04B | Cosworth CR-3L 3.0 V10 | AUS Abd | MAL 14 | BHR 17 | SMR Abd | ESP Abd | MON Abd | EUR 14 | CAN Abd | USA Abd | FRA 18 | GBR 16 | GER 17 | HON 14 | BEL Abd | ITA Abd | CHN Abd | JPN 16 | BRA 17 | 25e        | 0      |

## Résultats en GP2 Series
| Saison | Écurie                    | Courses disputées | Pole positions | Victoires | Points inscrits | Classement |
| ------ | ------------------------- | ----------------- | -------------- | --------- | --------------- | ---------- |
| 2005   | Coloni Motorsport Durango | 21                | 2              | 1         | 35              | 10e        |
| 2006   | Trident Racing            | 21                | 2              | 2         | 33              | 7e         |

## Résultats aux 24 heures du Mans
| Année | Équipe            | Coéquipiers                           | Voiture                | Classe  | Tours | Pos. | Class Pos. |
| ----- | ----------------- | ------------------------------------- | ---------------------- | ------- | ----- | ---- | ---------- |
| 2008  | Risi Competizione | Mika Salo Jaime Melo                  | Ferrari F430 GTC       | GT2     | 326   | 19e  | 1er        |
| 2009  | AF Corse          | Luís Pérez Companc Matías Russo       | Ferrari F430 GTC       | GT2     | 317   | 26e  | 6e         |
| 2010  | Risi Competizione | Jaime Melo Pierre Kaffer              | Ferrari F430 GTC       | GT2     | 116   | Abd. | Abd.       |
| 2011  | AF Corse          | Giancarlo Fisichella Toni Vilander    | Ferrari 458 Italia GT2 | GTE Pro | 314   | 13e  | 2e         |
| 2012  | AF Corse          | Giancarlo Fisichella Toni Vilander    | Ferrari 458 Italia GT2 | GTE Pro | 336   | 17e  | 1er        |
| 2013  | AF Corse          | Giancarlo Fisichella Matteo Malucelli | Ferrari 458 Italia GT2 | GTE Pro | 311   | 21e  | 6e         |
| 2014  | AF Corse          | Giancarlo Fisichella Toni Vilander    | Ferrari 458 Italia GT2 | GTE Pro | 339   | 15e  | 1er        |
| 2015  | AF Corse          | Giancarlo Fisichella Toni Vilander    | Ferrari 458 Italia GT2 | GTE Pro | 330   | 25e  | 3e         |
| 2016  | AF Corse          | Alessandro Pier Guidi James Calado    | Ferrari 488 GTE        | GTE Pro | 179   | Abd. | Abd.       |
| 2018  | Porsche GT Team   | Richard Lietz Frédéric Makowiecki     | Porsche 911 RSR        | GTE Pro | 344   | 16e  | 2e         |
| 2019  | Porsche GT Team   | Richard Lietz Frédéric Makowiecki     | Porsche 911 RSR        | GTE Pro | 342   | 21e  | 2e         |